# IKON JAPAN TOUR 2019
『iKON JAPAN TOUR 2019』（アイコン ジャパン ツアー 2019）は、iKONが2019年7月から9月にかけて開催したツアー、および2019年12月4日にYGEXから発売されたライブ・ビデオである。

## 概要
2019年4月10日、iKONが日本6都市14公演のツアーを開催することを発表した。
2019年6月12日、B.Iのグループ脱退、専属契約終了が発表されたが、本ツアーは6人のメンバーで予定通り開催された。

## 日程
| 日期   | 日期    | 開場  | 開演  | 都市   | 国   | 会場                                |
| ------ | ------- | ----- | ----- | ------ | ---- | ----------------------------------- |
| 2019年 | 7月27日 | 16:00 | 17:00 | 福岡   | 日本 | マリンメッセ福岡                    |
| 2019年 | 7月28日 | 13:00 | 14:00 | 福岡   | 日本 | マリンメッセ福岡                    |
| 2019年 | 8月9日  | 17:30 | 18:30 | 神戸   | 日本 | ワールド記念ホール                  |
| 2019年 | 8月10日 | 16:00 | 17:00 | 神戸   | 日本 | ワールド記念ホール                  |
| 2019年 | 8月11日 | 16:00 | 17:00 | 神戸   | 日本 | ワールド記念ホール                  |
| 2019年 | 8月12日 | 13:00 | 14:00 | 神戸   | 日本 | ワールド記念ホール                  |
| 2019年 | 8月21日 | 17:30 | 18:30 | 名古屋 | 日本 | 名古屋国際会議場 センチュリーホール |
| 2019年 | 8月22日 | 17:30 | 18:30 | 名古屋 | 日本 | 名古屋国際会議場 センチュリーホール |
| 2019年 | 8月23日 | 17:30 | 18:30 | 名古屋 | 日本 | 名古屋国際会議場 センチュリーホール |
| 2019年 | 8月25日 | 14:00 | 15:00 | 宮城   | 日本 | ゼビオアリーナ仙台                  |
| 2019年 | 9月7日  | 16:00 | 17:00 | 千葉   | 日本 | 幕張メッセ展示ホール9-11            |
| 2019年 | 9月8日  | 13:00 | 14:00 | 千葉   | 日本 | 幕張メッセ展示ホール9-11            |
| 2019年 | 9月18日 | 17:30 | 18:30 | 大阪   | 日本 | 大阪城ホール                        |
| 2019年 | 9月19日 | 17:30 | 18:30 | 大阪   | 日本 | 大阪城ホール                        |

## リリース
2019年10月17日、本ツアーの幕張メッセ展示ホール9-11公演を完全収録した映像作品「iKON JAPAN TOUR 2019」が、12月4日にYGEXから発売されることを発表した。
本作品は通常盤と「初回生産限定盤」の全2形態で発売された。ライブ本編に加え、全公演に密着したドキュメンタリー映像も全形態共通で収録されている。50ページにわたるライブフォトブック付き特別BOX仕様の「初回生産限定盤」には、日本オリジナルの特典コンテンツも収録されている。

## 収録内容

### DVD/Blu-ray
[iKON JAPAN TOUR 2019 @2019.9.8_幕張メッセ展示ホール9−11]
1. SINOSIJAK REMIX
2. BLING BLING
3. -MC 1-
4. KILLING ME
5. RHYTHM TA REMIX (Rock Ver.)
6. -MC 2-
7. LOVE SCENARIO
8. DON'T LET ME KNOW -KR Ver.-
9. -VIDEO 1-
10. HOLUP! / BOBBY
11. UP -KR Ver.- / BOBBY
12. FIREWORK -KR Ver.- / DK&BOBBY
13. SUrF -KR Ver.- / DK&BOBBY
14. PERFECT / CHAN&SONG
15. JERK / CHAN&SONG
16. 3月9日 / JU-NE&JAY
17. チェリー / JU-NE&JAY
18. I'M OK
19. GOODBYE ROAD
20. -MC 3-
21. DON'T FORGET
22. -VIDEO 2-
23. FREEDOM -KR Ver.-
24. B-DAY
25. -MC 4-
26. DUMB & DUMBER
27. WORLDWIDE
28. JUST ANOTHER BOY
29. -MC 5-
30. WAIT FOR ME
【ENCORE】
31. JUST FOR YOU -KR Ver.-
32. JERK
33. WHAT'S WRONG?
34. SINOSIJAK REMIX
【DOUBLE ENCORE】
35. BEST FRIEND
36. B-DAY
37. DUMB & DUMBER

[INTERVIEW OF iKON JAPAN TOUR 2019]
[SPECIAL FEATURES]

### CD
1. SINOSIJAK REMIX
2. BLING BLING
3. KILLING ME
4. RHYTHM TA REMIX (Rock Ver.)
5. LOVE SCENARIO
6. DON'T LET ME KNOW -KR Ver.-
7. HOLUP! / BOBBY
8. UP -KR Ver.- / BOBBY
9. FIREWORK -KR Ver.- / DK&BOBBY
10. SUrF -KR Ver.- / DK&BOBBY
11. PERFECT / CHAN&SONG
12. JERK / CHAN&SONG
13. 3月9日 / JU-NE&JAY
14. チェリー / JU-NE&JAY
15. I'M OK
16. GOODBYE ROAD
17. DON'T FORGET
18. FREEDOM -KR Ver.-
19. B-DAY
20. DUMB & DUMBER
21. WORLDWIDE
22. JUST ANOTHER BOY
23. WAIT FOR ME
24. JUST FOR YOU -KR Ver.-
25. JERK
26. WHAT'S WRONG?
27. BEST FRIEND